# Смирнов, Станислав Алексеевич
Станислав Алексеевич Смирнов (18 апреля 1954, Мошок, Владимирская область — 18 июня 2009, Москва) — российский экономист, комсомольский и государственный деятель, доктор экономических наук, профессор, член-корреспондент РАН, первый президент Торгово-промышленной палаты Российской Федерации.

## Биография
Родился 18 апреля 1954 года в селе Мошок Судогодского района Владимирской области. В 1976 году окончил Московский автомобильно-дорожный институт. В 1976—1990 годах находился на комсомольской работе: секретарь комитета ВЛКСМ МАДИ, первый секретарь Фрунзенского РК ВЛКСМ Москвы, секретарь (с 1982 г.), второй секретарь (с 1983 г.), первый секретарь Московского городского комитета ВЛКСМ(с 1985 г.), секретарь (с 1989 г.), второй секретарь ЦК ВЛКСМ(1990). С 1986 года одновременно являлся президентом Ассоциации делового сотрудничества с зарубежными странами «МОСТ»; с 1987 года — президент Ассоциации внешнеэкономического сотрудничества.
Являлся народным депутатом РСФСР (1990—1993), председателем комитета Верховного Совета РСФСР по делам молодежи (1990—1992), сопредседателем Межпарламентской комиссии Верховного Совета РФ и Верховного Совета Украины, входил в парламентскую фракцию «Смена (Новая политика)».
В 1991 году стал одним из инициаторов создания Торгово-промышленной палата Российской Федерации (ТПП РФ), Президентом которой он избирался трижды на протяжении 10 лет (1991—2001). В эти же годы являлся членом Президиума Федерации товаропроизводителей России (с 1994), входил в состав Совета по промышленной политике и предпринимательству при Правительстве Российской Федерации, избирался председателем совета директоров Центра международной торговли и научно-технических связей с зарубежными странами (АО «Совинцентр»), председателем совета директоров АО «Экспоцентр», президентом Ассоциации рекламодателей России (АР), членом Координационного совета «Круглого стола бизнеса России».
В октябре 2001 года решением Правления Торгово-промышленной палаты России был отстранён от исполнения обязанностей Президента. 25 октября 2001 года правление Палаты, заслушав доклад ревизионной комиссии вынесло Станиславу Смирнову вотум недоверия. Это решение было подтверждено IV съездом ТПП, состоявшемся 14 декабря 2001 года: новым президентом Палаты избран Е. М. Примаков.
С 1988 г. — кандидат, а с 1994 года — доктор экономических наук; с 1997 года — член-корреспондент Российской академии наук.
Награждён орденом Трудового Красного Знамени, медалями.
Скончался 18 июня 2009 года. Похоронен на Преображенском кладбище в Москве.

## Научная деятельность
Основные направление научной деятельности: региональная и отраслевая экономика. Автор более 160 научных публикаций по перспективам экономического развития России, в частности:
- Смирнов С. А., Хмелевский Н. Н. Народнохозяйственное и отраслевое планирование. — М.: МАДИ, 1986.
- «Малое предпринимательство: общественная поддержка и содействие развитию» (1999);
- «Актуальные проблемы вхождения России в ВТО» (2007);
- «Условия экономического равновесия: сопоставление предположений» (2007);
- «Малое предпринимательство: проблемы и содействие развитию» (2007).

Указывается, что С. А. Смирнов являлся профессором МАДИ.

## Критика и конфликты
В ряде публикаций высказывается негативная точка зрения на деятельность С. А. Смирнова. В частности, сообщается, что находясь на посту Президента ТПП С. Смирнов заботился исключительно о личной выгоде, что привело, в том числе к возбуждению уголовных дел и, в конечном итоге, к отстранению его от этой должности. Так, например, Леонид Никитинский приводит некоторые факты о злоупотреблениях, допущенных С. Смирновым на посту Президента ТПП.
Летом 2001 года несколько региональных ТПП (Московская, Новороссийская и др.) обратились с письмом к Станиславу Смирнову с предложением добровольно сложить с себя полномочия президента ТПП, поскольку под его руководством 

«ТПП утратила свои позиции в деловом и политическом мире РФ».— 
Те же факты констатируются и в других источниках. Интересно также, что одним из инициаторов изгнания С. Смирнова из ТПП явился его многолетний сподвижник (начиная с комитета ВЛКСМ МАДИ) Сергей Катырин. который впоследствии сам стал Президентом ТПП, но уже после Примакова. Дружбу с Примаковым Катырин сам подтвердил в интервью после смерти Евгения Максимовича. Оценка деятельности С. Смирнова неоднозначна и в общественном мнении.